# Napolitanski sekstakord
Napolitanski sekstakord je prvi obrat frigijskega akorda. Frigijski akord pa sestoji na znižani II stopnji in ima znižano kvinto.
Vaš brskalnik ne podpira predvajanja zvoka. Lahko prenesete zvočno datoteko.